# باماتيورت
باماتيورت (بالروسية: Бамматюрт) هي مدينة في جمهورية داغستان في روسيا. ويبلغ عدد سكانها حوالي 3764 نسمة.